# Односи Србије и Светске трговинске организације
Република Србија има положај посматрача у Светској трговинској организацији (СТО).
Србија дужи низ година истрајава у намери да постане пуноправна чланица Светске трговинске организације. Чланство у Светској трговинској организацији је и de facto услов за приступање Европској унији. Земље које још нису постале чланице СТО представљају незнатну мањину у укупној светској трговини, а Србија је једна од њих.
Србија није члан СТО због закона о забрани ГМО, јер не жели да омогући несметан промет таквих производа.

## Историја односа
СФР Југославија је била чланица ГАТТ (Општег споразума о царинама и трговини) од 1966.
1992. СР Југославија инсистира на пријем у ГАТТ по основу правног континуитета − ГАТТ одбија захтев оспоравајући тезу о континуитету.
1995. из ГАТТ-а настаје СТО.
1996. СРЈ и даље инсистира на континуитету, тражи пријем по скраћеној процедури − Словенија блокира.
2001. СРЈ подноси званичан захтев за пријем у чланство (проблем различитих спољнотрговинских политика Србије и ЦГ).
2004. СЦГ повлачи ранији захтев за пријем и Србија и ЦГ истовремено подносе нове, одвојене захтеве за пријем у чланство.